# The Dorchester
The Dorchester è un hotel di lusso a cinque stelle su Park Lane e Deanery Street a Londra, a est di Hyde Park. È uno degli hotel più prestigiosi e costosi del mondo. Aperto il 18 aprile 1931, conserva ancora i suoi arredi e l'atmosfera degli anni 1930 nonostante sia stato modernizzato.
Nel corso della sua storia, l'hotel è stato strettamente associato a persone ricche e famosi. Durante gli anni 1930, divenne noto come ritrovo di numerosi scrittori e artisti come il poeta Cecil Day-Lewis, il romanziere Somerset Maugham e il pittore Sir Alfred Munnings. Ospitò prestigiosi raduni letterari, come i "Foyles Literary Luncheons", evento che l'hotel ospita ancora oggi. Durante la seconda guerra mondiale, la solidità della sua costruzione diede all'hotel la reputazione di essere uno degli edifici più sicuri di Londra, e membri importanti di partiti politici e militari lo scelsero come loro residenza londinese. La regina Elisabetta II fu ospite del Dorchester, quando era ancora una principessa, il giorno prima dell'annuncio del suo fidanzamento con Filippo di Edimburgo il 10 luglio 1947. Da allora l'hotel è diventato particolarmente popolare tra attori cinematografici, modelli e rock star, e Elizabeth Taylor e Richard Burton vi soggiornarono spesso negli anni 1960 e 1970. L'hotel è diventato un edificio di interesse storico classificato di II grado nel gennaio 1981 e successivamente è stato acquistato dal Sultano del Brunei nel 1985. Appartiene alla Collezione Dorchester, che a sua volta è di proprietà della Brunei Investment Agency (BIA), un ramo del Ministero delle Finanze del Brunei.
Negli anni 1950, lo scenografo Oliver Messel apportò una serie di modifiche agli interni dell'hotel. Tra il 1988 e il 1990, l'hotel è stato completamente rinnovato, da Bob Lush del Richmond Design Group, per una spesa di 100 milioni di dollari.
Oggi il Dorchester ha cinque ristoranti: The Grill, Alain Ducasse, The Spatisserie, The Promenade e China Tang. Il ristorante di Alain Ducasse è uno dei cinque ristoranti con 3 stelle Michelin del Regno Unito. Il tè pomeridiano, tradizione presente nell'hotel sin dalla sua apertura nel 1931, viene servito tutti i giorni della settimana alle cinque del pomeriggio al The Promenade e alla Spatisserie. Harry Craddock, un noto barman negli anni 1930, inventò il cocktail "Dorchester of London" qui al Dorchester Bar. Un platano ben illuminato si trova ai margini dell'hotel nel giardino anteriore ed è stato nominato uno dei Grandi Alberi di Londra dal London Tree Forum and Countryside Commission nel 1997.

## Storia
Il sito era originariamente parte del maniero di Hyde, che fu dato a Guglielmo il Conquistatore da Geoffrey de Mandeville. Joseph Damer lo acquistò nel XVIII secolo e nel 1751 fu costruito un grande edificio, la Dorchester House nel 1792 dopo che Damer divenne conte di Dorchester. All'inizio del XIX secolo divenne la Hertford House dopo essere stato acquistato da Francis Seymour-Conway, III marchese di Hertford, che vi fece apportare modifiche, ispirate alla Villa Farnese di Caprarola.  Dopo la morte di Hertford, fu convertito in un palazzo dal capitano Robert Stayner Holford.
La storia dello sviluppo del Dorchester Hotel è complicata. Sir Malcolm McAlpine, un partner della società di costruzioni Sir Robert McAlpine & Sons, e Sir Frances Towle, amministratore delegato di Gordon Hotels Ltd., condivisero l'idea di creare l'"hotel perfetto": ultramoderno e ultra efficiente, con tutte le comodità che la tecnologia moderna poteva fornire. Le due società acquistarono Hertford House nel 1929 e la demolirono rapidamente. Anche la British Broadcasting Corporation (BBC) aveva mostrato interesse ad acquistarla e l'aveva quasi fatto prima dell'acquisizione della McAlpine, ma invece rivolse la propria attenzione a Foley House. L'acquisto e la demolizione di Hertford House facevano parte di una significativa riqualificazione avvenuta in Park Lane durante quel periodo; seguì lo sventramento di Grosvenor House e la costruzione del Grosvenor House Hotel, che fu completato nel 1929.

### Costruzione

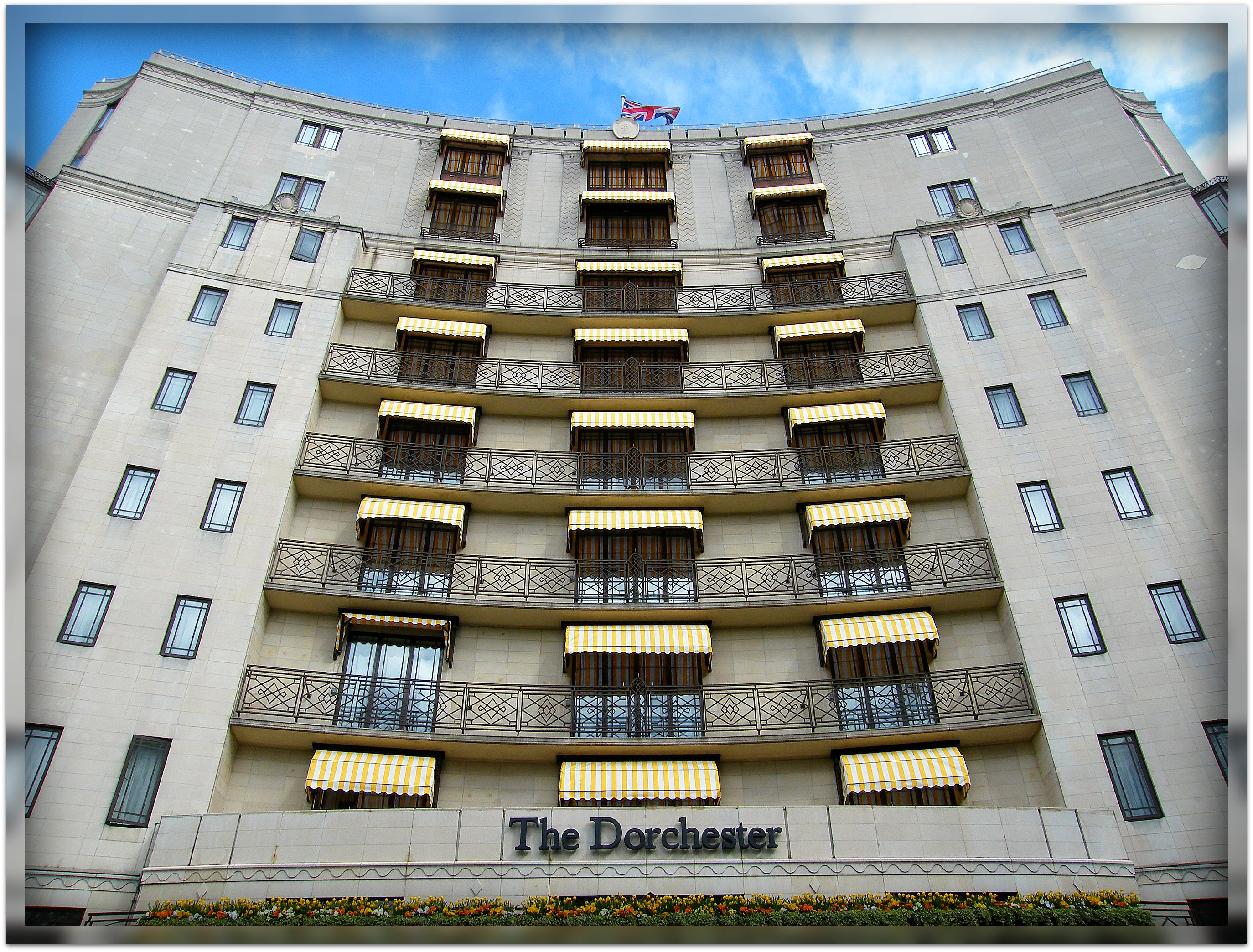
L'esterno

Sir Owen Williams fu incaricato di progettare il nuovo hotel, utilizzando cemento armato per consentire la creazione di ampi spazi interni senza pilastri di sostegno, ma abbandonò il progetto nel febbraio 1930 e fu sostituito da William Curtis Green. James Maude Richards, assunto da Williams, divenne assistente architettonico all'interno del gruppo di tutti gli ingegneri. Percy Morley Horder, architetto consulente di Gordon's Hotels, non era stato consultato durante il processo di progettazione e, dopo aver visto il progetto, si dimise, dicendo a The Observer che il progetto non era adatto al luogo, supponendo che il calcestruzzo dovesse essere lasciato non verniciato e che l'isolamento sarebbe stato minimo. Vennero scavate circa 40.000 tonnellate di terra per fare spazio all'ampio seminterrato dell'hotel, che è un terzo dell'altezza dell'hotel al di sopra del suolo. Gli otto piani superiori vennero eretti in sole 10 settimane, supportati da un massiccio (1 metro) impalcato in cemento armato di grosso spessore che costituiva la copertura del primo piano. Con lo sviluppo del Dorchester, vennero sollevate preoccupazioni sul fatto che Park Lane sarebbe presto diventata simile alla Fifth Avenue di New York.

### 1931–1945

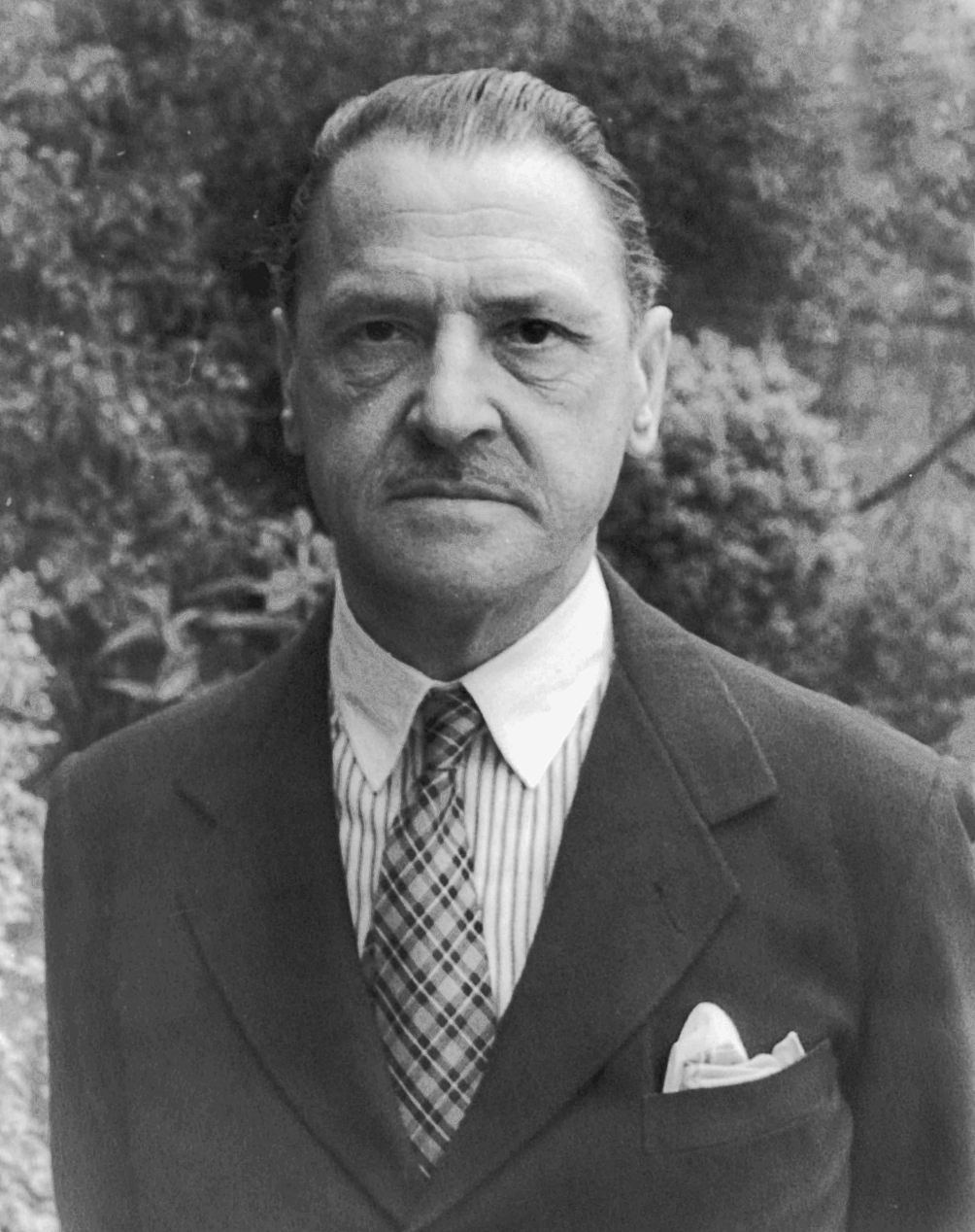
Somerset Maugham

Il nuovo Dorchester Hotel venne inaugurato il 18 aprile (secondo alcune fonti il 21 aprile) 1931 da Lady Violet Astor e si guadagnò rapidamente la reputazione di hotel di lusso. Durante gli anni 1930 divenne noto come ritrovo di numerosi scrittori e artisti come il poeta Cecil Day-Lewis, il romanziere Somerset Maugham e il pittore Sir Alfred Munnings. Vi si svolsero prestigiosi incontri letterari, tra cui "Foyles Literary Luncheons", un evento che l'hotel ospita ancora oggi. Poco dopo l'apertura, Sir Percival David, uno dei principali ammiratori della porcellana cinese, trasferì la sua crescente collezione dal Mayfair Hotel al Dorchester, dove la tenne nelle sue suite per molti anni. Danny Kaye iniziò ad apparire nel cabaret dell'hotel negli anni 1930, guadagnando inizialmente 50 sterline a settimana. Molti artisti blues e jazz si esibirono nelle sale dell'hotel, tra cui Alberta Hunter e la Jack Jackson Orchestra. Nel 1934, la Hunter fu la cantante delle registrazioni di Jackson di "I Travel Alone" di Noël Coward e di "Miss Otis Regrets" di Cole Porter nelle sale dell'hotel; sia Coward che Porter erano estimatori del Dorchester che divenne anche luogo di ritrovo di molti uomini d'affari; fu al Dorchester che la British Petroleum formò un comitato di collaborazione congiunto con l'ICI nel 1943.
Durante la seconda guerra mondiale, la robustezza della sua costruzione conferì all'hotel la reputazione di essere uno degli edifici più sicuri di Londra. Alla sua apertura, Sir Malcolm McAlpine dichiarò che era "a prova di bomba, antisismico e ignifugo" e l'unico danno inflitto all'edificio dalla Luftwaffe, durante la guerra, furono la rottura di alcune finestre. Secondo alcuni il rifugio antiaereo comune nel seminterrato non era sufficientemente esclusivo e si ritirarono nella palestra sotterranea dell'hotel e nei bagni turchi, che erano stati convertiti in un rifugio da Victor Cazalet. La sua clientela in tempo di guerra includeva Lord Halifax (Ministro degli Esteri), Oliver Stanley (Ministro della Guerra), il Maresciallo Capo dell'Aeronautica Sir Charles Portal (Capo di Stato Maggiore), Duff Cooper (con sua moglie Lady Diana Cooper), Oliver Lyttleton (Presidente del Board of Trade) e Duncan Sandys (Segretario finanziario del Ministero della Guerra). Halifax e sua moglie presero otto stanze e una cappella nell'hotel, e quando possibile godette di appuntamenti con la sua amante, Alexandra "Baba" Metcalfe, che soggiornava anche lei nell'hotel e contemporaneamente aveva una relazione con Dino Grandi, rappresentante di Mussolini a Londra.
Il generale Dwight D. Eisenhower prese una suite al primo piano (oggi Eisenhower Suite) nel 1942 dopo aver precedentemente soggiornato al Claridge's, e nel 1944 ne fece il suo quartier generale; Kay Summersby, il suo autista e presunto amante, e il rappresentante di Roosevelt, Averell Harriman, soggiornarono lì grazie alla sua reputazione di rifugio sicuro. Durante una cena a cui partecipò Harriman, il bombardamento fu così intenso che gli ospiti ai piani superiori scesero per raggiungere il ristorante perché era più sicuro delle stanze. Il bostoniano Sherry Mangan del Time fu uno dei numerosi corrispondenti americani che soggiornarono presso l'hotel durante la guerra, e incontrò il trotskista Sam Gordon nel 1944, il quale gli chiese se il Dorchester fosse al sicuro dai raid aerei, al che Mangan gli assicurò che "ogni quinto editorialista a Londra sta qui". Altri ospiti dell'hotel riflettevano le convinzioni politiche di ampio respiro dei direttori: era allo stesso tempo la base per i leader del movimento sionista, tra cui Chaim Weizmann, nonché di un gruppo di antisemiti britannici dell'alta borghesia, tra cui Margaret Greville. Secondo Cecil Beaton la clientela era una "birra mista"; per il suo cronista di guerra, era "un edificio in cui il rispettabile e il dubbioso si mescolavano a migliaia, tracannando cocktail e indulgendo in chiacchiere negligenti". Nel marzo 1945, Ernest Hemingway e la corrispondente del Time e sua amante Mary Welsh soggiornarono al Dorchester, dove furono intrattenuti da Emerald, Lady Cunard, che aveva una suite di tre stanze al settimo piano.

### Dopoguerra

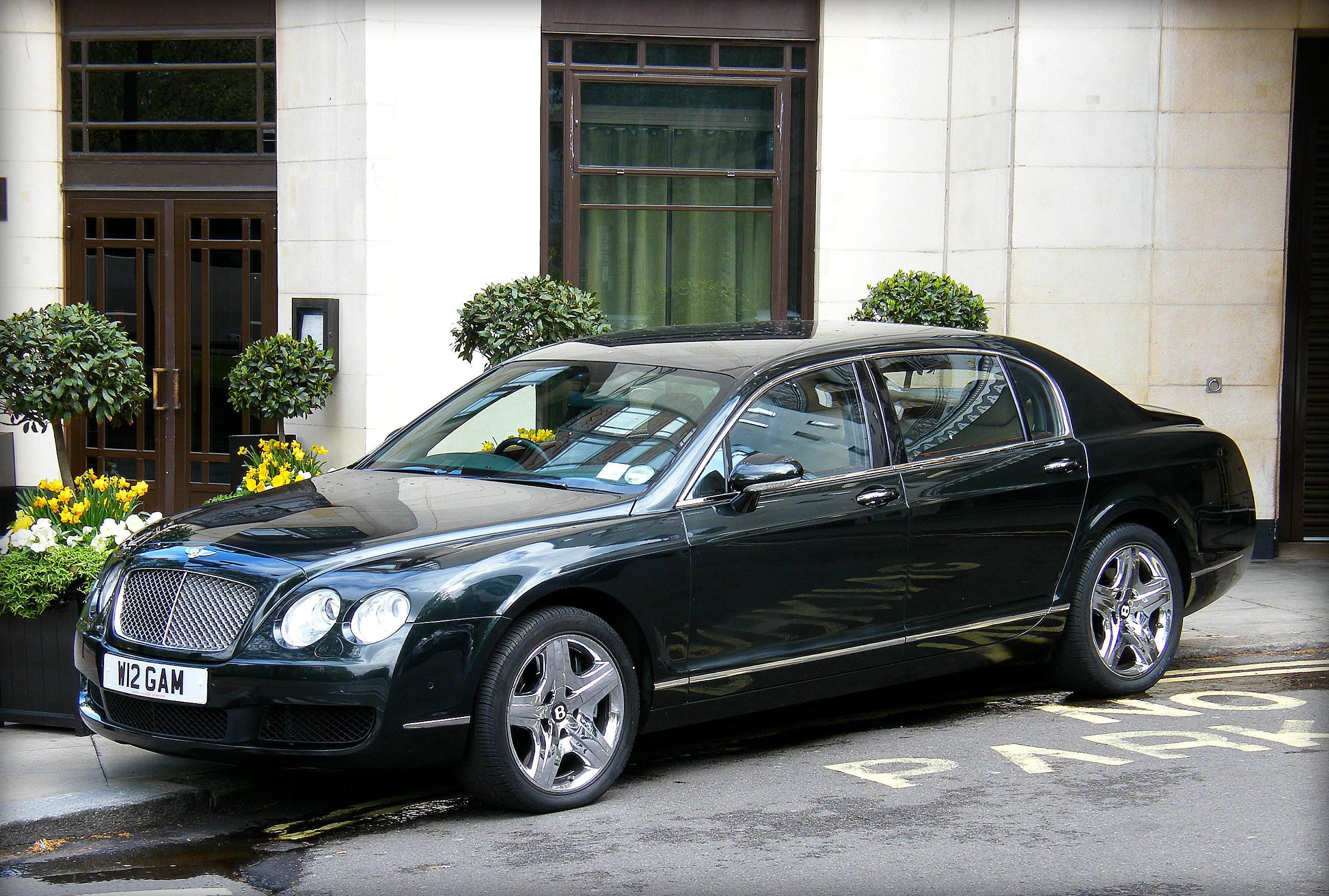
Una Bentley Continental Flying Spur nera appartenente al Dorchester.

Nel 1949, in occasione del 150º anniversario della nascita di Alexander Pushkin, la Società per le relazioni culturali con l'URSS, organizzò presso l'hotel una commemorazione alla presenza dell'incaricato d'affari sovietico, dell'ambasciatore polacco, del ministro rumeno e di Cecil Day-Lewis, sollevando i sospetti dell'MI5 che avesse ancora simpatie comuniste, una contesa che in seguito denunciò. Nel dopoguerra, il Dorchester divenne uno degli hotel più popolari di Londra per attori e intrattenitori, e le sale per banchetti e le suite divennero famose per le loro conferenze stampa e feste. Tra i commensali del Dorchester c'erano Cyril Connolly, T. S. Eliot, Harold Nicolson, Edith Sitwell, Ralph Richardson, Elizabeth Taylor, Alfred Hitchcock e Barbra Streisand.
Quando Said bin Taimur dell'Oman fu estromesso da un colpo di stato, nel luglio 1970, e sostituito da suo figlio Qaboos bin Said, fu mandato in esilio e visse al Dorchester fino alla sua morte nel 1972. La famiglia McAlpine possedette l'hotel fino al 1977 quando lo vendette a un consorzio di imprenditori del Medio Oriente guidato dal Sultano del Brunei. Il 3 giugno 1982, Shlomo Argov, l'ambasciatore israeliano nel Regno Unito, fu raggiunto da un colpo di arma da fuoco e gravemente ferito in un tentativo di omicidio mentre lasciava il Dorchester. L'attacco fu la causa scatenante della guerra del Libano del 1982.
Nel 1985, l'hotel è stato acquistato dal Sultano del Brunei ed è attualmente di proprietà della Dorchester Collection, che a sua volta è di proprietà della Brunei Investment Agency (BIA), un ramo del Ministero delle finanze del Brunei. La Dorchester Collection possiede hotel di lusso nel Regno Unito, negli Stati Uniti, in Francia, Svizzera e Italia. Nel 1988, l'hotel ha chiuso per due anni per un'importante ristrutturazione.
Nel giugno 1998 il fratello del sultano del Brunei, il principe Jefri Bolkiah, è stato citato in giudizio dai suoi ex soci in affari in un caso che è stato risolto in via stragiudiziale. Durante il caso i Manoukiani affermarono che il principe Jefri teneva 40 prostitute alla volta al Dorchester. Nel 1999, l'hotel ha ospitato il primo Pride of Britain Awards. Nel marzo 2002, è avvenuta una rapina nella hall dell'hotel quando ladri che indossavano passamontagna hanno fracassato le vetrine dei gioielli con una mazza e si sono impossessati dei preziosi esposti. Il Dorchester ha celebrato il suo 80º anniversario nel 2011. Per celebrare l'evento, l'organizzazione benefica "Trees for Cities" ha piantato ottanta "futuri grandi alberi" intorno alla capitale.
Dal 1985 al 2018 circa, l'hotel ha ospitato la cena di beneficenza annuale del Presidents Club, un "pilastro del calendario sociale di Londra". L'organizzazione benefica si è sciolta nel 2018 dopo alcuni rapporti secondo cui le hostess assunte erano state molestate e aggredite sessualmente dagli ospiti tutti maschi.

## Architettura

### Esterno

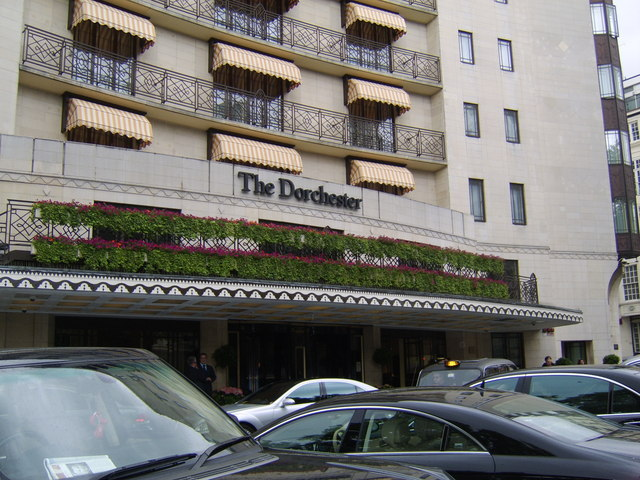
La facciata esterna del Dorchester

Lo stile architettonico adottato da William Curtis Green, in gran parte basato sul progetto di Owen William, si discostava dal neoclassico con il suo cemento armato ricoperto da lastre di terrazzo alla veneziana. I modernisti britannici furono delusi dal risultato, descrivendo l'adattamento di Green come "un pezzo d'epoca signorile che sembra il compromesso che è". In confronto ad alcuni degli altri hotel di Londra come il Lanesborough, l'esterno dell'edificio è insignificante. È alto otto piani a parte il piano terra, con la baia centrale contenente tre finestre per piano. Christopher Matthew ha affermato di pensare al Dorchester come a un "hotel piuttosto americano", non solo per la forte associazione con attori americani come Elizabeth Taylor, ma perché l'ampia facciata degli anni 1930 gli ricordava molti di quelli che apparivano nei film musicali statunitensi. [46] Tuttavia, nota che l'hotel rimane ancora "un hotel molto inglese". L'hotel è diventato un edificio di interesse storico culturale di II grado nel gennaio 1981.

### Interni
L'interno mostra un "sottile amalgama di stili", testimonianza del numero di diversi designer coinvolti nel corso degli anni, tra cui William Curtis Green, Oliver Frederick Ford, Alberto Pinto e Oliver Messel.  Green progettò l'interno originale che è ancora in parte conservato. Kim Einhorn crede che questa fusione di stile sia stata ottenuta con gusto e ha osservato che il Dorchester Hotel è "un buon esempio di dove potrebbe essere meglio aggiungere un arredamento piuttosto che reinventarlo completamente". Dorling Kindersley descrive il Dorchester come "l'epitome dell'affascinante hotel di lusso, con una hall scandalosamente sontuosa e una storia costellata di stelle".
Foglia d'oro e marmo rimangono caratteristiche distintive delle sale comuni dell'hotel, compresi i ristoranti, con caratteristiche che ricordano più una casa di campagna inglese che un hotel. Fin dall'inizio furono fatti notevoli sforzi per rendere insonorizzate le stanze del Dorchester; le pareti esterne erano rivestite di sughero e i pavimenti e i soffitti delle camere da letto e delle suite erano rivestiti con alghe compresse. Dopo la ristrutturazione, l'hotel è stato dotato di doppi vetri e tripli vetri sul lato Park Lane per migliorare ulteriormente l'insonorizzazione.
Negli anni 1950, lo scenografo Oliver Messel apportò modifiche significative agli interni dell'hotel. Incorporò aspetti della scenografia negli interni dell'hotel e progettò i lussuosi appartamenti al settimo e all'ottavo piano. Come documentato da Country Life, le camere di Messel presso l'hotel "rappresentano uno sguardo raro nel mondo dell'interior design della metà del XX secolo", nelle quali attinse alle sue abilità di designer teatrale per riempire le sue stanze di "trucchi di spazio e luce", colore e riferimenti del periodo". Oggi una delle suite porta il suo nome, la Oliver Messel Suite, progettata nello stile della casa di campagna georgiana. Messel apportò le modifiche al lato del decanato dell'edificio nel 1952/1953. Oliver Frederick Ford fu consulente designer dal 1962, decorando sia la Stanhope Suite che la Orchid Room, un angolo della quale venne completamente ricostruito e decorato in stile rococò inglese. Rimodellò anche l'atrio bianco, oro e verde. L'attuale uniforme verde scuro del personale del Dorchester è stata disegnata nel 1980 ed è anche attribuita a Ford.
Tra il 1988 e il 1990, l'hotel è stato completamente rinnovato da Bob Lush del Richmond Design Group al costo di 100 milioni di dollari. Il pianoforte di Liberace si trova nell'atrio.
A partire dal 2012, il Dorchester dispone di 250 camere e 49 suite. Nelle camere, lenzuola di lino irlandese appositamente realizzate ricoprono i letti a baldacchino, con arredi in legno di ciliegio. Le vasche da bagno, citate come "probabilmente le più profonde di Londra", sono realizzate marmo italiano in stile Art déco. Tutte le camere dell'hotel offrono viste su Hyde Park o sulle costruzioni che lo contornano. Durante l'importante ristrutturazione del 2002, tutte le camere e le suite sono state dotate di moderni sistemi di telecomunicazione. L'hotel dispone di una propria squadra di fioristi che sono responsabili dell'aggiornamento regolare dei fiori in mostra in hotel e di fornire i loro servizi per matrimoni e occasioni speciali.

### Ristoranti

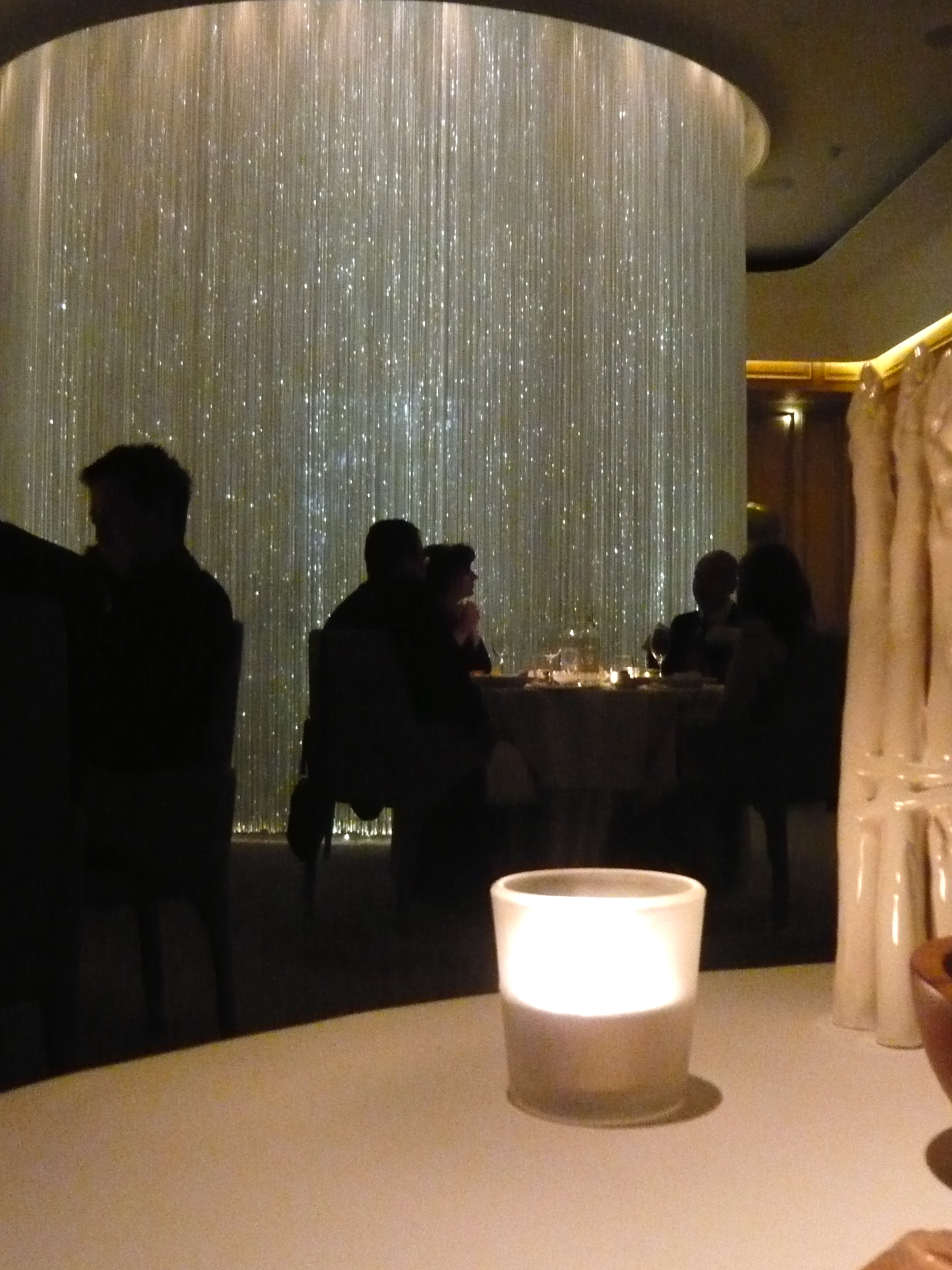
La Table Lumière di Alain Ducasse al Dorchester

Il Dorchester ha cinque ristoranti: The Grill, Alain Ducasse, The Spatisserie, The Promenade e China Tang e tre bar, due dei quali negli ultimi due ristoranti. Impiegando 90 chef a tempo pieno, l'hotel ha da tempo una reputazione per la sua cucina, e chef come Jean Baptiste Virlogeux, Eugene Kaufeler, Willi Elsener e Anton Mosimann hanno tutti gestito ristoranti nell'hotel. Mosimann ha diretto per 13 anni il Maitre Chef des Cuisines al Dorchester. Virlogeux, capocuoco durante la seconda guerra mondiale, dovette soccombere al razionamento e alla restrizione nazionale del prezzo massimo di cinque scellini per un pasto di tre portate.
Alain Ducasse titolare dell'Alain Ducasse al Dorchester, detiene tre stelle Michelin. Quando è stato ristrutturato insieme ad altre parti dell'hotel nel 2007, la riprogettazione ha mantenuto intenzionalmente la sua influenza degli anni 1940. Il ristorante serve cucina francese contemporanea usando ingredienti francesi e britannici stagionali. Il ristorante dispone di un tavolo speciale per un massimo di sei commensali chiamato "Table Lumière", illuminato da 4500 luci in fibra ottica. È circondato da una sottile tenda bianca che consente ai commensali al tavolo di vedere fuori nel ristorante ma impedisce agli altri di vedere dentro.
Il ristorante Grill, che serve cucina britannica, è decorato con un tema moresco, attribuito all'influenza di re Alfonso XIII di Spagna durante il suo soggiorno a Londra in esilio negli anni 1930. Le pareti color crema presentano grate dorate e archi a specchio e mostrano un arazzo fiammingo. I soffitti sono decorati, con foglie d'oro e lampadari in ottone, e la stanza dispone anche di sedie in pelle rosso intenso e tende rosso intenso, con un tappeto esotico dall'aspetto mediorientale. Secondo il critico di ristoranti Jay Rayner, "quando analizzi il menu è quello che i nobili sbiaditi chiamavano high tea. È cibo per bambini a prezzi stupidi."
La Promenade è stata ristrutturata nel 1990 da Leslie Wright con soffitto dorato e rilievi e lanterne in ottone, ed è stata nuovamente modificata nel 2005 da Thierry Despont, che l'ha dotata di un bar ovale in pelle; forma il grande ingresso ed ha una lunghezza pari a quella della Colonna di Nelson.  La musica al pianoforte viene suonata per gran parte della giornata, con jazz dal vivo dalle 19:30. Il tè pomeridiano, tradizione presente nell'hotel sin dalla sua apertura nel 1931, viene servito tutti i giorni della settimana alle cinque del pomeriggio nella grande Promenade e nella Spatisserie, con gli ospiti seduti in divani decorati e imbottiti con tavolini bassi posti davanti ad essi. I tavoli sono apparecchiati con eleganti posate e stoviglie d'argento, con colonne corinzie in marmo, lampadari scintillanti, arazzi francesi e piante in vaso sullo sfondo. Il tè è servito da camerieri vestiti con lunghi cappotti in stile inglese. L'attore di Hollywood Charlton Heston, un ospite frequente dell'hotel, una volta commentò l'aspetto del servizio presso l'hotel: "I cuochi e i fornai, gli impiegati e i facchini, le cameriere e le dame di fiori, i fattorini sono l'hotel".

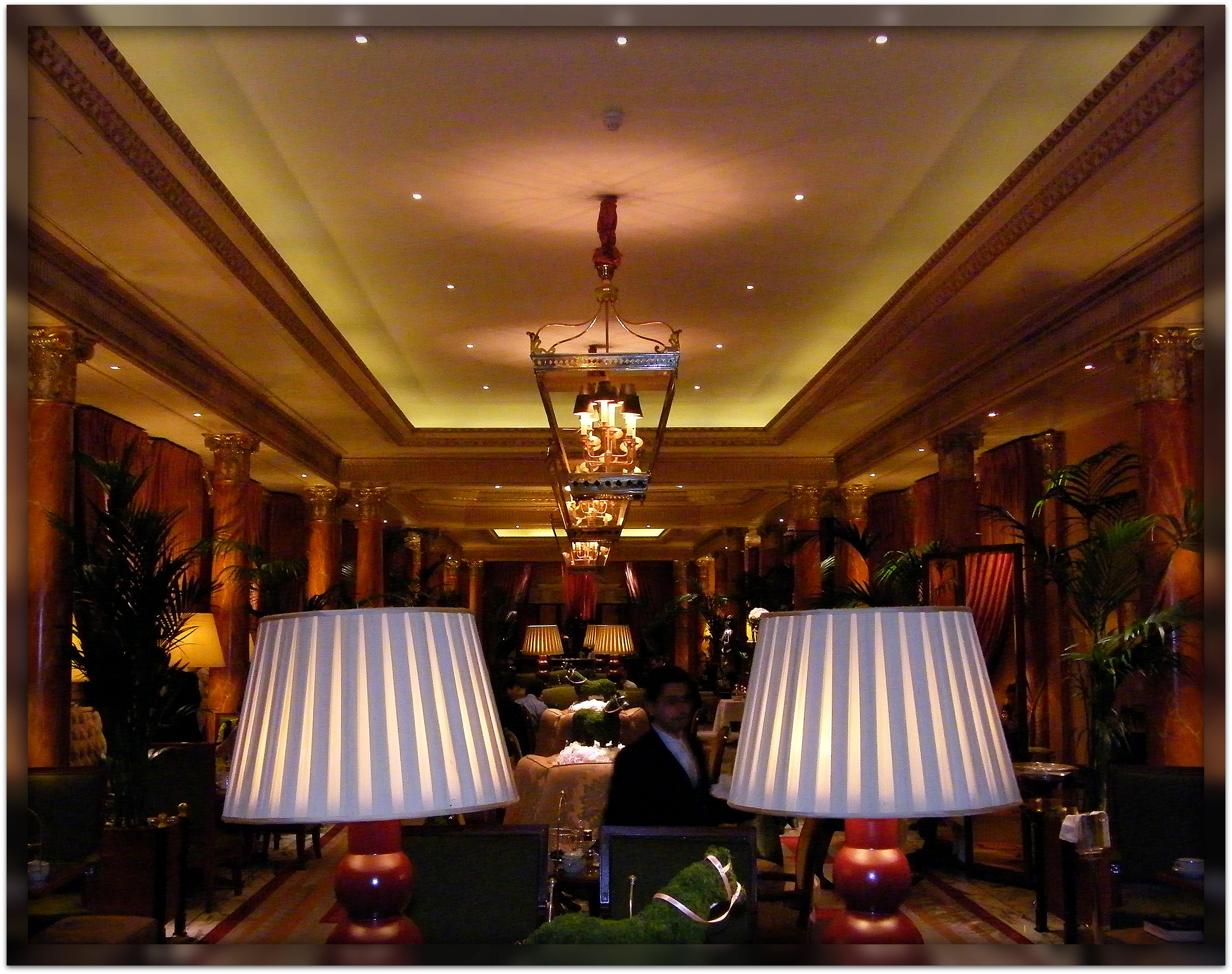
The Promenade

La scelta del tè offerto agli ospiti è varia e comprende il Dorchester Blend dell'hotel. Il servizio comprende un primo piatto composto da tramezzini con fette di cetriolo, crema di formaggio e salmone affumicato, il tutto servito in vassoi d'argento, un secondo composto da focaccine con panna rappresa e marmellata, seguito da un vassoio con una selezione di pasticceria.
China Tang è di proprietà dell'uomo d'affari David Tang ed è stato aperto nel 2005. Il ristorante è progettato in modo lussuoso, con un lounge bar art déco che ricorda la Shanghai degli anni 1930. La Spatisserie è un ristorante informale, specializzato in spuntini leggeri e tè pomeridiano, che serve torte, biscotti e pasticcini.
Il Dorchester Bar venne inizialmente ricostruito nel 1938 ed era gestito da Harry Craddock, uno dei barman più famosi al mondo dell'epoca, noto per i suoi cocktail Martini, Manhattan e White Lady. Craddock inventò qui il cocktail "Dorchester of London" negli anni 1930. Il bar è stato ristrutturato nel 1979.

### Piano terra

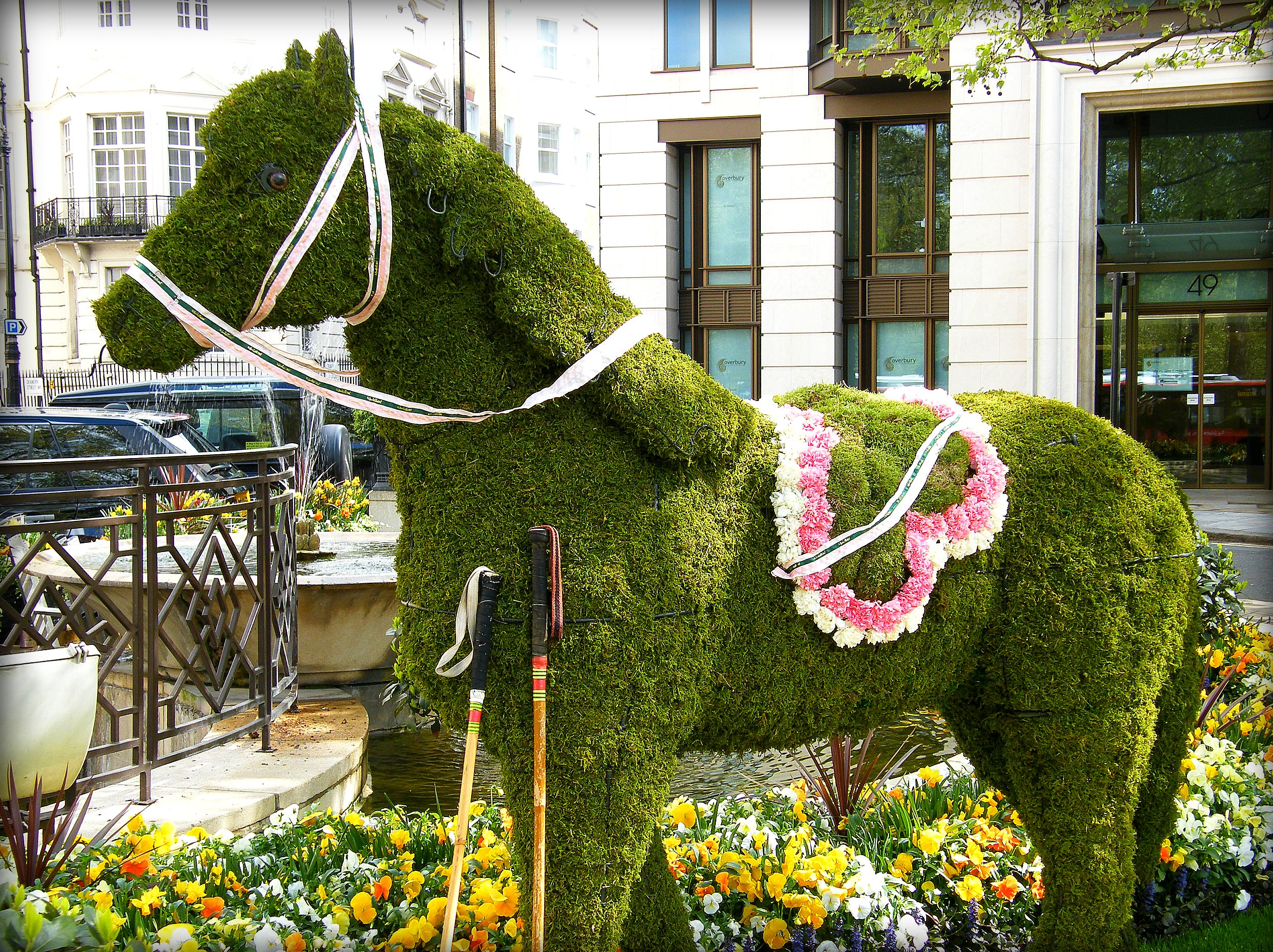
Cavallo verde fuori dal Dorchester

Un platano, con il suo monumentale apparato radicale, si erge ai margini dell'hotel nel curato giardino antistante. I rami dell'albero sono provvisti di numerosi bulbi che rendono suggestivo lo scenario notturno dell'hotel. Nominato uno dei "Grandi alberi di Londra" dal London Tree Forum and Countryside Commission nel 1997, è apparso in un programma della BBC Meetings with Remarkable Trees nel 2000.

## Divertimento

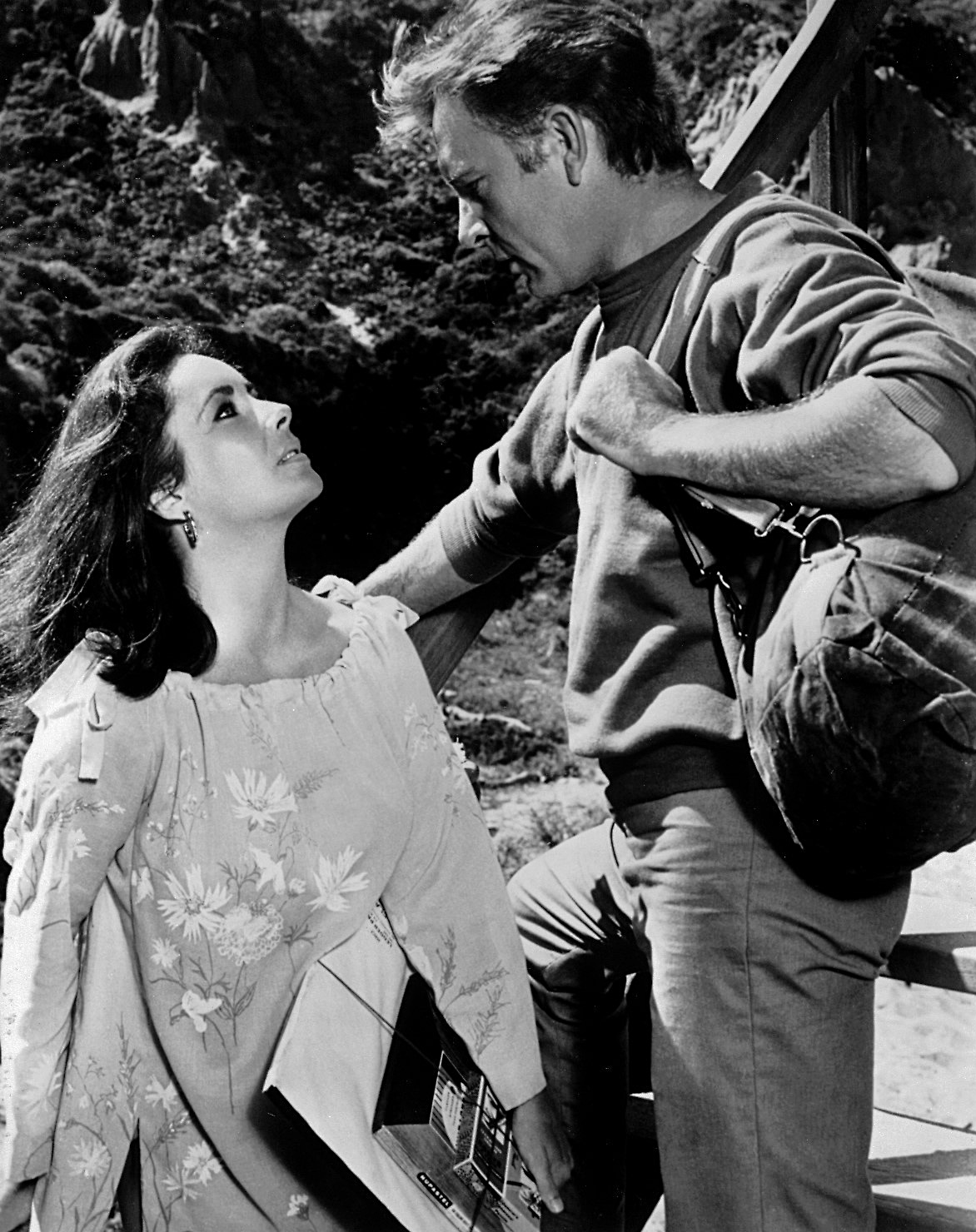
Elizabeth Taylor e Richard Burton frequentavano il Dorchester.

L'hotel ha continuato ad essere associato ad attori, rock star e personaggi dello spettacolo. Numerosi attori e personaggi cinematografici hanno fatto audizioni, sono stati intervistati o hanno soggiornato al Dorchester nel corso degli anni, e l'hotel è fortemente associato al cinema, in particolare al cinema statunitense. Dagli anni 1940 in poi il Dorchester è stato un luogo di ritrovo per produttori cinematografici, attori e agenti di casting. Nel 1940, Gabriel Pascal e David Lean usarono la suite d'albergo di Pascal come location per il casting del film Major Barbara; Deborah Kerr, che fece il provino per il film, disse: "Com'è stato bizzarro. Questa stanza piena di ragazzi che fumano enormi sigari e bevono Martini e questa ragazza che recita la Preghiera del Signore."
Negli anni 1940, il produttore Earl St. John fu trovato ubriaco in hotel; lo scrittore e co-produttore Eric Ambler lo rimandò prontamente a John Davis in un taxi con una tavola al collo con le parole "Ritorno a John Davis con complimenti". Ray Bradbury soggiornò nell'hotel durante le riprese di Moby Dick (1956). Nel 1964, John Lennon fu invitato a partecipare a uno dei "Foyle Literary Luncheons" dopo aver ricevuto il plauso per il suo libro In His Own Write. John e Cynthia non erano a conoscenza dell'alto profilo dell'evento e si presero una sbornia, con Lennon che deluse la folla che si era radunata al Dorchester e si aspettava un discorso, borbottando semplicemente "Grazie mille, è stato un piacere". Richard Burton ed Elizabeth Taylor erano clienti abituali dell'hotel negli anni 1960 e 1970 e trascorsero la luna di miele nella suite di Oliver Messel nel marzo 1964.
L'hotel ha anche ospitato molti calciatori che hanno partecipato alle finali della Coppa d'Inghilterra nel corso degli anni, e nel 1961 i giocatori del Leicester City fecero il check-in prima di giocare col Tottenham Hotspur. La Taylor e Burton erano lì in quel momento. Nel 1972, Raquel Welch visitò lo Stamford Bridge e invitò la squadra del Chelsea Football Club a un cocktail party al Dorchester, a cui parteciparono anche i Rolling Stones. Nel 2003, Ken Bates accettò di vendere il Chelsea Football Club a Roman Abramovich dopo che si erano incontrati per 20 minuti in hotel. Il 28 agosto 2007, alla vigilia dell'inaugurazione della sua statua in Parliament Square si è tenuta una cena in onore di Nelson Mandela. È stato anche in una suite di Dorchester che l'attore Christian Bale è stato accusato di aver aggredito sua madre e sua sorella poco prima della prima del The Dark Knight nel luglio 2008 ed è stato successivamente arrestato.